# Charles Barton (Regisseur)
Charles T. Barton (* 25. Mai 1902 in San Francisco, Kalifornien; † 5. Dezember 1981 in Burbank, Kalifornien) war ein US-amerikanischer Filmregisseur und Schauspieler.

## Leben
Charles Barton trat im Jahr 1920 erstmals im Filmgeschäft in Erscheinung und übernahm eine Rolle in dem Film The County Fair. Seine Karriere im Regiebereich begann er als Regieassistent Ende der 1920er Jahre. 1934 gab er sein Debüt als Regisseur mit dem Western Pioniere des Westens. Ab 1946 drehte er vor allem Komödien mit dem Filmpaar Abbott und Costello. In den 1950er Jahren verlagerte sich sein Wirken immer mehr zum Fernsehen, seit den 1960er Jahren arbeitete hauptsächlich für das Fernsehen und war an verschiedenen Fernsehserien beteiligt. 1934 gewann er einen Oscar in der heute nicht mehr existierenden Kategorie Beste Regieassistenz.
Barton war von 1973 bis zu seinem Tod an einem Herzinfarkt 1981 mit der Schauspielerin Julie Gibson (1913–2019) verheiratet.

## Filmografie (Auswahl)
Als Regisseur
- 1928: Der weiße Harem (Beau Sabreur) (Regieassistenz)
- 1928: Steckbrieflich verfolgt (Ladies of the Mob) (Regieassistenz)
- 1935: Das letzte Fort (The Last Outpost)
- 1935: Polizeiauto 99 (Car 99)
- 1935: Nevada
- 1936: Verbrecherjagd (Murder With Pictures)
- 1937: Gefahr! (And Sudden Death)
- 1937: Die Spielhölle von Wyoming (Born to the West)
- 1937: Unterfalschem Namen (Forlorn River)
- 1947: Zwei trübe Tassen – vom Militär entlassen (Buck Privates Come Home)
- 1947: Die Wildwest-Witwe (The Wistful Widow of Wagon Gap)
- 1948: Strick am Hals (The Noose Hangs High)
- 1948: Abbott und Costello treffen Frankenstein (Abbott and Costello Meet Frankenstein)
- 1948: Im Lande der Kakteen (Mexican Hayride)
- 1949: Verrücktes Afrika (Africa Screams)
- 1949: Liebe auch ohne Patent (Free for All)
- 1956: Tolle Jungs im Einsatz (Dance With Me, Henry)
- 1959: Der unheimliche Zotti (The Shaggy Dog)
- 1967–1971: Lieber Onkel Bill (Family Affair) (Fernsehserie)

Als Schauspieler
- 1920: The County Fair
- 1927: Flügel aus Stahl (Wings)
- 1939: Drei Fremdenlegionäre (Beau Geste)